# Multiproteinski kompleks
Multiproteinski kompleks (proteinski kompleks) je grupa od dva ili više vezana polipeptidna lanaca. Ako različiti polipeptidni lanci sadrže različite proteinske domene, rezultujući multiproteinski kompleks može da ima višestruke katalitičke funkcije. On se razlikuje od multienzimskog polipeptida, u kome se višestruki katalitički domena nalaze na jednom polipeptidnom lancu.
Proteinski kompleksi su oblik kvarternarne strukture. Proteini u proteinskom kompleksu su povezani nekovalentnim protein-protein interakcijama, i različiti proteinski kompleksi imaju različite stepene stabilnosti. Ti kompleksi su fundamentalna komponenta mnogih bioloških procesa i zajedno formiraju različite tipove molekulske mašinerije koja izvršava ogroman niz bioloških funkcija. Naučnici sve više vide ćeliju kao sistem formiran od modularnih supramolekulskih kompleksa, svaki od kojih izvodi nezavisne, diskretne biološke funkcije. Brzina i selektivnost vezujućih interakcija između enzimskih kompleksa i supstrata može da bude znatno poboljšana kad su oni međusobno locirani u neposrednoj blizini. Time se postiže povećana ćelijska efikasnost. Primeri multiproteinskih kompleksa su proteazom za molekulsku degradaciju, metabolon za oksidativno generisanje energije, i ribozom za sintezu proteina. U stabilnim kompleksima, veliki hidrofobni interfejsi između proteina tipično imaju površinu veću od 2.500 kvadratnih angstrema.

## Spoljašnje veze
- Multiprotein+Complexes на 